# Gorbiscape zarafshanicus
Espèce
Gorbiscape zarafshanicus est une espèce d'araignées aranéomorphes de la famille des Agelenidae.

## Distribution
Cette espèce est endémique de la province de Samarcande en Ouzbékistan,. Elle se rencontre dans les monts Zarafshan.

## Description
Le mâle holotype mesure 8,2 mm.

## Systématique et taxinomie
Cette espèce a été décrite par Fomichev et Shodmonov en 2024.

## Étymologie
Son nom d'espèce lui a été donné en référence au lieu de sa découverte, les monts Zarafshan.

## Publication originale
- Fomichev & Shodmonov, 2024 : « New data on true funnel weaver spiders (Araneae: Agelenidae) in Uzbekistan. » Acta Arachnologica, vol. 73, no 2, p. 75-80 (texte intégral).